# Die Husseins: Im Zentrum der Macht
Die Husseins: Im Zentrum der Macht ist der Titel einer vierteiligen Miniserie, die 2008 im Auftrag der BBC und HBO produziert wurde. Erzählt wird darin die Lebensgeschichte des ehemaligen irakischen Staatspräsidenten Saddam Hussein.
Die Erstausstrahlung fand am 30. Juli 2008 auf BBC statt.

## Handlung
Der Film beginnt am 9. April 2003, als US-amerikanische Bomben auf Bagdad geworfen werden und der Irakkrieg seinen Anfang nimmt. Die Familie Hussein ist gezwungen, ihren Palast zu verlassen.
Danach nimmt der Film eine Rückblende in das Jahr 1979 vor und erzählt, wie Saddam Hussein von Staatspräsident al-Bakr zum Generalsekretär der Baʿth-Partei ernannt wird und er im Sommer desselben Jahres zum Präsidenten des Irak aufsteigt. Der Film rekonstruiert daraufhin die 24 Jahre seiner Regentschaft und diktatorischen Politik.
Abgeschlossen wird die Geschichte durch Husseins Gefangennahme und seine Hinrichtung im Dezember 2006.

## Hintergrundinformationen
Dem Film gingen zwei Jahre der Recherche durch die Autoren und das zweiköpfige Regieteam voraus. Gedreht wurde danach 12 Wochen lang in Tunesien.
Die Erstausstrahlung fand am 30. Juli 2008 auf BBC statt. In England verfolgten 2,7 Millionen Briten den ersten Teil, was einem Marktanteil von 13 % entsprach.
Im deutschsprachigen Raum war die Serie ab dem 4. September 2009 auf dem Pay-TV-Sender FOX zu sehen.

## Kritiken
- The Guardian: If you loved The Godfather and The Sopranos, tuck in. House of Saddam is like The Sopranos without the jokes [...] (Wenn Sie Der Pate oder Die Sopranos lieben, schalten Sie ein. House of Saddam ist wie Die Sopranos ohne die Witze [...])[3]

## Auszeichnungen
- Jigal Naor wurde für seine Darstellung des irakischen Diktators mit der Goldenen Nymphe ausgezeichnet, Shohreh Aghdashloo erhielt den Emmy.